# Dilemma di Eutifrone
Il dilemma di Eutifrone compare nel dialogo platonico Eutifrone, nel quale Socrate domanda a Eutifrone: «Il santo è caro agli dei perché è santo, o è santo perché è caro agli dei?». (10a)
Il dilemma ha avuto un notevole effetto sul teismo filosofico delle religioni monoteiste, sebbene in una forma modificata: «Ciò che è moralmente giusto è comandato da Dio perché è moralmente giusto, o è moralmente giusto perché è comandato da Dio?». A partire dalla formulazione platonica originaria, questa domanda ha presentato un problema ad alcuni teisti (credenti), nonostante altri lo abbiano considerato un falso dilemma, e, ad oggi, continua a essere oggetto di discussione teologica e filosofica.